# Сакаба
Сакаба — столица Боливийской провинции Чапаре. Город находится в 13 км восточнее города Кочабамба, и является фактически его спутником. Сакаба — второй по величине город в департаменте Кочабамба. Центральная часть города застроена в основном зданиями пост-колониальной эпохи. Многие из этих сооружений были разрушены, как следствие недостаточного финансирование со стороны местной власти.

## Население
Согласно переписи населения 2001 года, население Сакабы составляет 92,581 жителей. Из-за нехватки свободного места в пределах территории города Кочабамба, несколько новых жилищных комплексов было построено на 13-километровой территории между городами.

## Климат
Климат в Сакабе умеренный. Температура зимой колеблется от +1 до +24 градусов Цельсия, летом же — от +10 до +19 градусов. Летом в Сакабe проходит сезон дождей.

## Экономика
Сакаба является кулинарной столицей департамента. В ресторанах Сакабы можно отведать такой деликатес, как морских свинок. Сакаба также известна, как центр производства чичи (пиво из кукурузы). Существует поговорка: «Sacaba — donde la chicha nunca se acaba», что значит: «Сакаба, где чича никогда не заканчивается».
Большинство жителей Сакабы работают в городе Кочабамба. Местная промышленность представлена предприятиями пищевой промышленности и фабрикой по производству обуви. Колониальные здание, рынок и другие развлечения привлекают в город туристов.